# María Cristina Hoffmann
María Cristina Hoffmann es una deportista mexicana que compitió en tenis de mesa adaptado. Ganó una medalla de plata en los Juegos Paralímpicos de Atlanta 1996 en la prueba individual (clase 5).

## Palmarés internacional
| Juegos Paralímpicos | Juegos Paralímpicos       | Juegos Paralímpicos | Juegos Paralímpicos |
| Año                 | Lugar                     | Medalla             | Prueba              |
| ------------------- | ------------------------- | ------------------- | ------------------- |
| 1996                | Atlanta ( Estados Unidos) | Medalla de plata    | Individual 5        |